# Pfarrhaus (Engen)

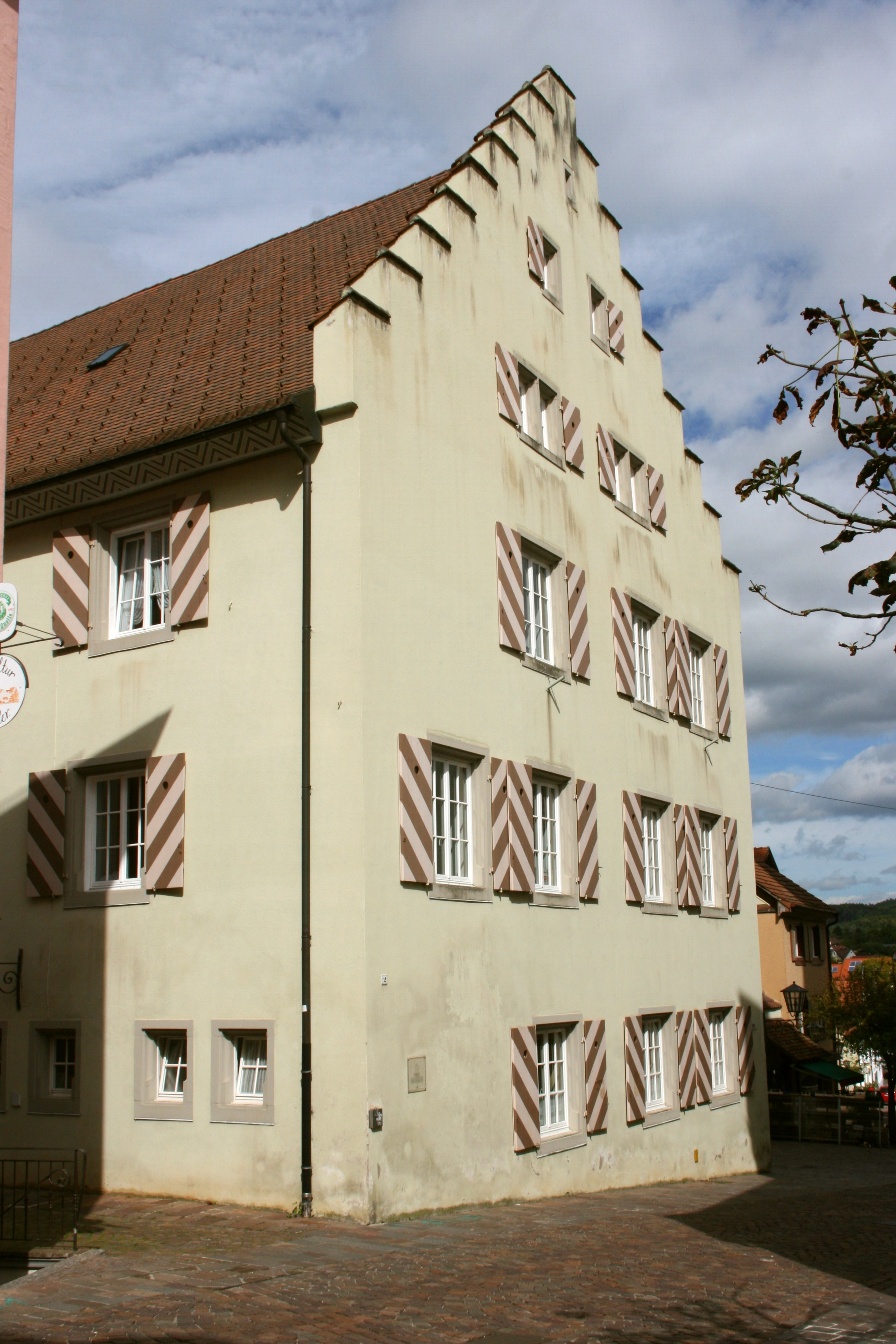
Pfarrhaus in Engen

Das Pfarrhaus in Engen, einer Stadt im Landkreis Konstanz in Baden-Württemberg, wurde 1533 errichtet. Das Pfarrhaus an der Hauptstraße 2 ist ein geschütztes Baudenkmal.

## Geschichte
Das dreigeschossige Gebäude mit Staffelgiebel wurde vom Konstanzer Bischof Johann von Lupfen als „Schloß an der Straße“ erbaut. Es diente nach dem Brand des Krenkinger Schlosses ab 1640 als Wohnsitz des Stadtherrn. Seit 1811 wird es als Pfarrhaus genutzt. 